# Parque Nacional Aouk
O Parque Nacional Aouk é um parque nacional no Chade. Cobre uma área de 7.400 km ².
Embora o parque não prosperasse com a mesma protecção do Parque Nacional Zakouma, ainda é o lar de uma enorme e impressionante gama de mamíferos e pássaros. É um local popular para excursões de safari.